# Poiana Ruscă
Poiana Ruscă ([poiana ruskə]) je pohoří v jihozápadním Rumunsku. Patří do rumunských Západních Karpat, kde tvoří přechodovou oblast mezi velkými horskými skupinami Apuseni na severu a Banát na jihu. Od Apuseni (konkrétně jeho částí Zarand a Munții Metaliferi) je oddělena údolím Mureșe, který tudy proráží z Transylvánské vysočiny na západ do Panonské nížiny. Na jihozápadě ji údolí Timișe odděluje od severních výběžků Banátských hor. Na jihu ji řeka Bistra a průsmyk Poarta de Fier a Transilvaniei (699 m) odděluje od pohoří Țarcu, údolí řeky Strei na východě pak od pohoří Șureanu (Țarcu a Șureanu už patří pod Jižní Karpaty).
Nejvyšší horou je Padeș (1382 m).